# Fran Foley
Fran Foley (nacido en 1961 o 1962) es un exjugador, entrenador y dirigente de fútbol americano estadounidense. Es mejor conocido por su breve paso como gerente general de facto de los Minnesota Vikings, cargo que ocupó de enero a mayo de 2006.

## Primeros años de vida
Foley creció en Worcester, Massachusetts, y asistió a laWorcester Academy, donde jugó fútbol con los entrenadores Mike Sherman y Kirk Ferentz. Luego jugó fútbol americano universitario como tackle ofensivo para los Framingham State Rams de 1980 a 1981, y se perdió los dos últimos años debido a una lesión. Fue miembro del equipo de exploración mientras estaba lesionado en 1982 y luego recibió una licenciatura en literatura inglesa en 1984.

## Carrera como entrenador, ejecutiva y administrativa
Foley comenzó su carrera como entrenador mientras aún asistía a Framingham State en 1983, sirviendo como entrenador de fútbol voluntario en Worcester Academy. Luego se desempeñó como asistente graduado de los Colgate Raiders en 1984, de The Citadel Bulldogs en 1985 y de los Rutgers Scarlet Knights en 1986. De 1987 a 1990, Foley fue asistente administrativa en Rutgers.
Después de su período de cuatro temporadas como administrador, Foley volvió a ser entrenador en 1991, uniéndose a los Boston College Eagles como asistente trabajando con las alas cerradas y los pateadores de posición. Después de un año en el puesto, se desempeñó de 1992 a 1993 como coordinador de reclutamiento departamental para Tom Coughlin y como asistente administrativo, ayudando al equipo a contratar a varios reclutas destacados.
Foley siguió a Coughlin a los Jacksonville Jaguars de la National Football League (NFL) en 1994, convirtiéndose en subdirector de personal profesional de la recién formada franquicia de expansión que comenzó a jugar en 1995. Ayudó al equipo a alcanzar el Campeonato de la AFC en su segundo año de existencia y los ayudó a llegar a los playoffs cada año desde 1996 hasta 1999, incluidos campeonatos divisionales en dos de esos años. Recibió un ascenso a director de exploración profesional en 1997 y permaneció en el equipo hasta 2002. Foley fue contratado por los San Diego Chargers como director de exploración profesional en 2003. Les ayudó a ganar el título divisional en su segunda temporada con el equipo, la primera desde 1992.
Después de tres temporadas con los Chargers, Foley fue contratado por los Minnesota Vikings como vicepresidente de personal de jugadores el 26 de enero de 2006. También se convirtió en el gerente general de facto del equipo, aunque no era todopoderoso en el departamento de personal del equipo, siendo parte de lo que se llamó el «Triángulo de Autoridad», que lo incluía a él, el entrenador Brad Childress y el ejecutivo Rob Brzezinski trabajando juntos para tomar decisiones.
A mediados de abril, menos de tres meses después de su mandato, su contratación fue puesta bajo escrutinio cuando se reveló que la biografía mediática de Foley daba detalles «adornados» sobre su carrera como jugador en Framingham State, lo que Foley calificó de «error administrativo». Poco después, se reveló que su biografía también exageraba la información sobre sus períodos como entrenador en Colgate, The Citadel y Rutgers, y sus roles con los Jacksonville Jaguars. Dijo que no hizo «nada para tergiversar lo que hice», pero un periodista del Star Tribune lo calificó de «mentira» y afirmó que «hizo todo lo posible para tergiversar lo que había hecho».
Tres días después del Draft de la NFL de 2006, cuando los Vikings hicieron varias selecciones que fueron ampliamente criticadas, el equipo anunció que Foley había sido despedido, apenas tres meses después de su mandato. Luego demandó al equipo por despido injustificado, alegando que solo había dejado a los Chargers debido a que su contrato con los Vikings tenía tres años garantizados, y que los Vikings al despedirlo habían violado ese contrato. Su abogado también afirmó que había sido «difamado injustamente... quiere que la gente entienda que siempre ha sido honesto». Llegaron a un acuerdo no revelado en agosto de 2006. A pesar de las críticas que recibieron sus selecciones del draft, un artículo de 247Sports de 2009 señaló que «quizás Foley no fue tan malo después de todo», afirmando que cinco de las seis selecciones del equipo terminaron siendo titulares de calidad.
Después de su paso por los Vikings, Foley pasó un tiempo como director de desarrollo en la Baptist Health Foundation. En 2010, se unió al equipo de fútbol Maryland Terrapins como Director de Operaciones, trabajando con Randy Edsall, con quien había estado en dos cuerpos técnicos anteriores. Fue relevado de sus funciones junto con Edsall en octubre de 2015.

## Vida personal
Foley está casado y tiene dos hijos.